# Petschorapieper
Der Petschorapieper (Anthus gustavi) ist eine Vogelart aus der Familie der Stelzen und Pieper. Er kommt im Osten der Paläarktis vor. Es werden zwei Unterarten unterschieden. Die IUCN stuft ihn als  (=least concern – nicht gefährdet) ein.

## Erscheinungsbild
Der Petschorapieper erreicht eine Körperlänge von 14 bis 15 Zentimetern. Die Flügelspannweite beträgt 23 bis 25 Zentimeter. Das Gewicht variiert zwischen 20 und 26 Gramm.
Die Körperoberseite ist gelb- bis olivbraun mit diffusen schwärzlichen Längsstreifen, die auf dem Oberkopf deutlicher ausgeprägt sind. Bürzel und Oberschwanzdecken sind etwas grünlicher gefärbt als die übrige Körperoberseite und sind nur bei einzelnen Individuen schwach gestreift. Die Körperunterseite ist rahmfarben bis weißlich mit kräftig gestreiften Brustseiten. Die äußeren Steuerfedern sind partiell weiß. Die Flügeldecken sind hell gesäumt, wodurch sich auf jedem Flügel zwei helle, rahmfarbene Flügelbinden abheben. Die von den Spitzensäumen der mittleren Armdecken gebildeten Binden sind dabei am deutlichsten zu erkennen. Der Schwanz überragt die Flügelspitzen deutlich.
Über dem Auge befindet sich ein heller, nicht immer deutlich zu erkennender Augenstreif. Die Iris ist dunkelbraun, der durch zwei Federreihen gebildete Augenring ist rahmfarben. Die Nasenlöcher liegen frei. Die Schnabeloberseite sowie die Spitze des Unterschnabels sind schwarzbraun. Der übrige Unterschnabel wird in Richtung Wurzel und Unterkinnlade heller und ist gelblich bis fleischfarben gefärbt. Die Beine sind rötlich-fleischfarben.
Verwechslungsmöglichkeiten bestehen unter anderem mit dem Rotkehlpieper und dem Wiesenpieper, die beide in Teilen des Verbreitungsgebietes vorkommen.

## Verbreitungsgebiet
Das Verbreitungsgebiet des Petschorapiepers reicht vom Fluss Petschora bis zur Tschuktschenhalbinsel. Er brütet außerdem auf Kamtschatka und den Kommandeurinseln. Als Lebensraum bevorzugt er dicht bewachsene Stellen in der Nähe von Flussufern, kommt jedoch auch in der Tundra vor. Ein weiteres größeres geschlossenes Vorkommen befindet im Ussurigebiet nördlich von Wladiwostok.
Der Petschorapieper ist ein obligatorischer Zugvogel, der in Indonesien und auf den Philippinen überwintert.

## Lebensweise
Der Petschorapieper frisst überwiegend Wirbellose, die er am Boden aufpickt. Er ist ein Bodenbrüter. Das Gelege besteht aus vier bis sechs Eiern, die von beiden Elternvögeln über einen Zeitraum von 13 Tagen bebrütet werden. Die Jungvögel sind mit zwölf bis 14 Tagen flügge.

## Unterarten
Es werden heute zwei Unterarten anerkannt:
- Anthus gustavi gustavi Swinhoe, 1863[3] kommt vom Nordwesten Russlands bis Kamtschatka und die Kommandeurinseln vor.
- Anthus gustavi menzbieri Shulpin, 1928[4] ist vom Südosten Sibiriens bis in den Nordosten Chinas verbreitet.

Anthus gustavi stejnegeri Ridgway, 1883 und Anthus gustavi commandorensis Johansen, 1944 werden heute als Synonyme zur Nominatform betrachtet.

## Etymologie und Forschungsgeschichte
Die Erstbeschreibung der Petschorapieper erfolgte 1863 durch Robert Swinhoe unter dem wissenschaftlichen Namen Anthus gustavi. Das Typusexemplar stammte von Gulangyu. 1805 führte Johann Matthäus Bechstein die neue Gattung Anthus für die Baumpieper (Anthus trivialis (Linnaeus, 1758)) und die Wiesenpieper (Anthus pratensis (Linnaeus, 1758)) ein. Diesen Namen verwendete Plinius der Ältere für einen kleineren Vogel der Grassland bewohnt. Es könnte sich aber auch auf Anthus, Sohn des Antinoos und der Hippodameia beziehen, der durch seines Vaters Pferd verstarb und sich in einen Vogel verwandelte. Der Artname ehrt Gustaaf Schlegel (1840–1903), Sohn von Hermann Schlegel. Menzbieri wurde Michail Alexandrowitsch Menzbier und stejnegeri Leonhard Hess Stejneger gewidmet. Schließlich bezieht sich commandorensis auf die Kommandeurinseln.

## Belege

### Einzelbelege
1. ↑  Sale, S. 292
2. ↑  World Bird List Waxbills, parrotfinches, munias, whydahs, Olive Warbler, accentors, pipits (Seite nicht mehr abrufbar, festgestellt im Dezember 2022. Suche in Webarchiven)  Info: Der Link wurde automatisch als defekt markiert. Bitte prüfe den Link gemäß Anleitung und entferne dann diesen Hinweis.
3. 1 2 3  Robert Swinhoe (1863), S. 90.
4. 1 2  Leonid Mikhailovich Shulpin (1928), S. 402.
5. 1 2  Robert Ridgway (1883), S. 95.
6. 1 2  Hans Johansen (1944), S. 152.
7. ↑  Johann Matthäus Bechstein (1805), S. 247 & 302
8. ↑  James A. Jobling S. 49